# ألفبائية وصفية
الألفبائية الوصفية هي الحروف التي تتغير صفتها الصوتية بتغير صورتها. «الوصفية» هي صفة نسبية استعملها بمعناها الأستاذ بجامعة ساسكس جفري سمبسون لوصف حروف اللغة الكورية المسماة هنجول، فمثلا حرف الفتحة أو اَ (ㅏ) إذا أضيف إليه خط عمودي فإنه يلفظ ياء مفتوحة أو يَا (ㅑ) فهذا الخط إذا صفة مميزة وليس غير ذي علة. زيادة على ذلك فأشكال هذه الحروف الكورية تصف أشكال الفم واللسان عند النطق بها، مثلا شكل حرف الفتحة وهو بهيئة خط عمودي (ㅏ) يدل على فتح الفم.
بعض من حروف اللغات الأخرى لها صفات مميزة، مثال ذلك علامة الحلقة الدالة على الارتداد في الحروف البشتوية (المجموعة في كلمة ټډړڼ) وكذلك أمثالها من الحروف الصوتية (/ʈ/ /ɖ/ /ɻ/ /ɳ/).